# Nossa Senhora das Graças
Nossa Senhora das Graças este un oraș în Paraná (PR), Brazilia.